# Хомоље
Хомоље је мања географска област у источној Србији јасно ограничена планинским венцима са свих страна. Од Звижда на северу одвају се Хомољске планине (940 m), од Ресаве на југу венац Бељанице (1339 m), од равничарске доње Млаве на западу ниске Горњачке планине (825 m). Овако уоквирена геоморфолошка целина састоји се из два дела: Жагубичке котлине на истоку и Крепољинско-крупајске котлине на западу, између којих је бељаничко-хомољска пречага.
Због велике одвојености и неприступачности, Хомоље је у стара времена служило као „збег”. За разлику од несигурних старих времена када је у Хомољу владала хајдучија и када се морало далеко заобилазити, централно место ове области у регионалном комплексу источне Србије, предодредило јој је, у садашњем времену, веома повољан географски положај.
Долином Млаве повезано је са плодном доњом Млавом и Стигом, преко превоја на Црном врху са Црноречком котлином и Тимочким басеном, преко нижих делова Хомољских планина и долине Пека са Звиждом и Поречом, а преко обронка западне Бељанице са Ресавом. Међутим, овако погодне природне погодности не само да су недовољно искоришћене, већ је евидентно и губљење постојећих саобраћајних функција. Основни разлог оваквог стања је недостатак квалитетних путева, као и лоше одржавање постојећих. Због тога Хомољу пети опасност да постане саобраћајно „острво” које ће заобилазити као и раније.
У хидролошком смислу Хомоље припада горњем сливу реке Млаве, која тече његовим средишњим делом и представља хидрографску окосницу целе области.
У административном погледу Хомоље скоро у потпуности припада општини Жагубица, са извесним одступањем било од једне или друге целине.
Територија Хомоља има изглед неправилног правоугаоника постављеног у правцу исток-југоисток-запад-северозапад дужине око 35 km, и највеће ширине 26 km.
У административно-политичком погледу, општина Жагубица се граничи са општинама: Петровац, Деспотовац, Бор, Мајданпек и Кучево.

## Физичко-географске одлике Хомоља

### Рељеф
Рељеф Хомоља одликује се заступљеношћу разноврсних облика насталих као резултат сложеног деловања ендогених и егзогених фактора. Ово подручје одликује се разноврсношћу облика, јер се ради о брдско-планинском подручју углавном кречњачког састава. Због тога има доста пећина и других крашких појава (јама, понорница). Најпознатија јама на територији ове области је Ивков понор на Бељаници. Спада у ред понорских јама јер у њој нестају воде понорнице Речке. Према досадашњим испитивањима једна од најлепших пећина у источној Србији је Погана пећина која се налази на северној страни Горњачких планина, односно у пределу Врања – у Крепољинском атару. Ту су и две клисуре – Горњачка и Рибарска о чијим лепотама је доста писано јер се сматра да су међу најатрактивнијим у Србији.

### Клима
Хомоље се налази између 44° 05' и 44° 22' северне географске ширине и између 21° 31' и 21° 50' источне географске дужине. Ова чињеница, поред осталих, условљава да клима буде умерено континентална. Пролећа и јесени се одликују променљивошћу временских прилика, лета су са доста стабилним временом и повременим падавинама, док су зиме доста дуге и оштре. Најхладнији месец у години је јануар са средњом просечном температуром од скоро -2 °C, а најтоплији јул са просечном температуром која је нешто преко 19 °C. Најчешћи ветар Хомољем дува са истока и југоистока који је у народу познат као кошава.

### Хидрографија
Хидрографска мрежа Хомоља је наједнако развијена. Хидрографску артерију ове области представља Млава. Ово је једна од најдужих река у источној Србији, чију укупну површину слива у Хомољу можемо поделити на део који припада Жагубичкој и део који припада Крепољинско-крупајској котлини. Млава настаје од отоке Жагубичког врела и Тиснице.
У хидролошком погледу Хомоље је веома интересантно. Речни токови у Крепољинско-крупајској котлини, која се у народу назива и Доња река, су Млава, Крупајска река, Брезничка река, Медвеђичка река, Дубочица и бројни потоци.
Извори и врела се могу поделити у три групе: нормалне, крашке и термалне. Нормални извори су најбројнији у овој области. Јављају се у теренима изграђеним од вододржљивих геолошких формација. Крашки извори и врела избијају на површину из кречњачких пукотина и пећинских канала. Једини интермитентни извор у источној Србији – Хомољска потајница, на северном ободу Жагубичке котлине.
Идући од истока према западу врела су: Врело Млаве, Белосавац, Суводолско и Изваричко врело. Постоје и врела: Мале Тиснице, Лопушња, Врело Комненске реке и Крупајско врело.
Крупајско врело се налази испод западног кречњачког одсека Бељанице на надморској висини од 220 m. Смештено је у атару села Милановца. Ово врело спада у групу крашких врела, а температура воде креће се од 9-11 °C.
Жагубичко врело или Врело Млаве, како се у народу још назива, избија у крајњем југоисточном делу Жагубичке котлине, на надморској висини 312 m. Само врело има изглед мањег језера, а унутрашња површина врела је 655 m². Жагубичко врело има зелену до тамнозелену боју воде, а температура воде креће се од 9,3- 11 °C.

### Земљиште
Сва земљишта хомољске територије припадају углавном аутоморфном реду, најкрупнијој систематској јединици у класификацији земљишта овог дела источне Србије. Земљишта овог реда одликују се нормалним влажењем само под утицајем атмосферских падавина. Изузетак су земљишта поред Млаве и њених притока, која се навлажују под утицајем допунске воде из подземља, а ређе и поплава. Неразвијена или иницијална земљишта захватају релативно мале површине. Овој класи земљишта припадају у Хомољу литосоли (камењари), регосоли и колувијална земљишта. Камењари се јављају на више издвојених површина, посебно на Бељаници и Хомољским планинама. Регосоли – настају одношењем раније формираних земљишта. Колувијална земљишта су најплоднија земљишта у Хомољу концентрисана око Млаве и њених притока.
У групу развијених земљишта спадају:
- Ранкери – захвата малу површину, заступљено на Бељаници на висини 1000-1150 .,
- Смоница – карактерише је високо продуктивна вредност (простор између Јошаничке и Вуковачке реке),
- Гајњаче – у атарима Близнака и Крупаје,
- Псеудоглеј – заступљено на различитим висинама и хатарима,
- Рендзине – најраспрострањеније земљиште је формирано на њима.

### Биљни и животињски свет
На овој територији се не могу јасно издвојити нити разграничити региони који се карактеришу посебним биљним асоцијацијама. Може се издвојити травни и шумски покривач.
Травни покривач – ливаде и пашњаци имају велику заступљеност. Он је заступљен од најнижих делова равни до највиших делова планинских венаца.
Мочварну вегетацију срећемо поред речних токова. Најчешће је чине шевар, трска, барска млечика, љутић и барски раставић.
Долинске ливаде – махом су претворене у оранице. Овде се најчешће јављају бела детелина, црвена детелина, усколисна боквица и др.
Шумска вегетација Хомоља заступљена је са неколико типова. На влажним теренима може се срести стабла лужњака, бреста или јасена. Ту је и бела врба, црвена врба, жута врба, црна врба, бела и црна топола, црна јова и др. Средње висине карактеришу храстове шуме. Осим храста, ту је и цер, китњак, клен, граб, глог и др. Изнад храстових се простире појас букових шума које захватају највеће површине у Хомољу. Четинарске шуме захватају мале површине.
Хомоље се одликује посебним врстама дивљачи. Травне површи настањују срне и зечеви чији је број у последње време повећан. Велике штете пољопривреди наносе дивље свиње и јазавци, а живинарству на салашима и лисице. Заступљене су и животиње: веверица, срна, вук, фазани...

## Становништво
У историјском времену овај део наше земље насељавају Илири и Трачани. На подручју североисточне Србије били су Трибали, трачко племе које је живело у колибама и сојеницама. У 3. веку п. н. е. дошло је до инвазије Келта. Њих су потиснули Римљани. У 2. веку п. н. е. вршили су најезде Готи.
Словенске групе народа насељавају се у 5. веку, а половином 7. века долазе и Срби из старе постојбине – иза Карпата.
Турско освајање проузроковало је снажне миграције од југа ка северу. Опустело Хомоље после велике сеобе Срба, насељава у великим скупинама косовско становништво.
Велики удео у данашњој структури становништва Хомоља, поред српског има и влашко становништво. О власима се до данашњих дана мало писало, посебно на овом простору. Углавном се подаци о њима могу срести у опису обичаја, ношње и економског живота.

### Број становника, густина насељености по попису из2002. године
| Насеље    | Површина (км²) | Број становника | Просечна густина насељености (бр.ст/км²) |
| --------- | -------------- | --------------- | ---------------------------------------- |
| Жагубица  | 189,84         | 3197            | 17                                       |
| Лазница   | 74,81          | 2440            | 33                                       |
| Крепољин  | 47,80          | 1958            | 41                                       |
| Суви до   | 91,33          | 1365            | 15                                       |
| Осаница   | 66,52          | 1281            | 19                                       |
| Сиге      | 19,84          | 935             | 47                                       |
| Милатовац | 22,16          | 913             | 41                                       |
| Крупаја   | 25,52          | 766             | 30                                       |
| Јошаница  | 36.10          | 708             | 20                                       |
| Милановац | 16,47          | 595             | 36                                       |
| Селиште   | 61,00          | 567             | 9                                        |
| Рибаре    | 19,08          | 542             | 28                                       |
| Вуковац   | 22,95          | 519             | 23                                       |
| Близнак   | 20,41          | 412             | 20                                       |
| Изварица  | 18,93          | 396             | 21                                       |
| Брезница  | 22,37          | 244             | 11                                       |
| Медвеђица | 4,76           | 46              | 10                                       |

Што се тиче броја становника у насељима општине Жагубица, из горенаведене табеле, може се закључити да ниједно насеље преко 3200 становника. Највећи број има Жагубица, затим Лазница па Крепољин. Међутим, постоје и насеља са веома малим бројем становника као што су: Медвеђица, Брезница и Изварица.

### Густина насељености
Густина насељености овог простора је веома мала. Најмања је у Селишту и Медвеђици, а највећа у Сигама и Крепољину.

### Природни прираштај становништва
Кретање стопе природног прираштаја одвија се у зависности од стопе наталитета и морталитета. Највећи природни прираштај у Хомољу забележен је у другој половини 19. века (1881 – 1885. године), када је износио 20,0‰. Од тада је кренуо силазном линијом, тако да пред Други светски рат пада на 2,0‰. Привремено се повећава у другој деценији после рата (до 7,8‰), а затим се наставља опадање. Нагли пад је уследио после 1976. године од када не показује позитивну вредност. Тако је 1977. године природни прираштај износио -0,4‰, 1981. године -0,5‰, а године 1986. чак -5,9‰.
Низак ниво природног прираштаја и његове негативне тенденције делују примарно на бројно опадање становништва, као и на укупне промене у распореду и размештају популације.

### Миграције
На карактеристике миграције становништва утиче знатна заосталост Хомоља у односу на суседне области. Поред емиграционог процеса доминантне су и локалне миграције и то углавном из праваца сеоских насеља општине ка Жагубици или Крепољину ради запослења или из једног насеља у друго због склапања бракова (женидбено-удајне миграције).
Локалне миграције су најзаступљеније у Хомољу јер се 70,8% досељеног становништва селило у оквиру територије жагубичке општине, што је одлика неразвијеног подручја.
Дневне миграције у Хомољу зависе и од распореда радних организација, просторног распореда и близине насеља у односу на развијене центре, размештаја просветних, здравствених и јавноуправних и других установа и друго.
Миграције у иностранство – запошљавање у иностранству представља значајну карактеристику становништва Хомоља. Последњих година ове миграције се повећавају, тако да данас њихов удео у укупном становништву износи око 5%, док од укупног броја радника на њих отпада преко 25%.
По попису од 1981. године удео лица у иностранству у појединим насељима је знатно већи. У Селишту је износио 9,5%, у Медвеђици 9,1%, а у Сигама 9% итд.

### Насеља
Вековна предодређеност Хомоља на самосталан живот због природне ограђености планинским венцима, имала је великог утицаја на процес насељавања, на формирање насеља. За положај насеља у овој области од највећег значаја биле су долине Млавских притока.
Данас у Хомољу постоји 17 насеља. Жагубица је градско насеље и општинско средиште. Крепољин добија облике варошице, док су преостала насеља сеоског типа и различитог положаја.
- Жагубица – је највеће и по низу функција најзначајније насеље Хомоља, и његово једино градско насеље. Убраја се у старија насеља Хомоља. Извесно време је била средиште Хомољског среза и Хомољске банке. Без обзира што се у прошлости већина становништва Жагубице бавило пољопривредом, насеље је добило урбани карактер.
- Лазница – положај Лазнице на путу Жагубица – Доњи Милановац повољан је а аспекта туризма. У прошлости имала је 46 воденица (1928) а 1908. године и парни млин. По броју становника дуго је била прво насеље Хомоља, а сада је на другом месту.
- Крепољин – насеље повољног географског положаја на путу Петровац – Жагубица. Био је средиште општине, до њеног пресељења у Жагубицу.
- Суви до – спада у најстарија насељена места Хомоља, и има више фаза развоја. Развио се у средњем делу јужног обода Жагубичке котлине.
- Осаница – се развила поред средњег дела тока Осаничке реке. Овде живи влашко становништво, познато по интересантним обичајима и фолклору. Убраја се у модернија насеља Хомоља.
- Сиге – налази се у средњем делу Крепољинско-крупајске котлине, на путу Крепољин – Деспотовац. Сточарство је добро развијено. Спада у стара насеља и помиње се као Горње и Доње Сиге.
- Милановац – налази се у близини села Сиге. У прошлости се називало Магудица, а данашње име највероватније је дато по Милану Обреновићу.
- Јошаница – убраја се у мања насеља Хомоља. Удаљена је 5 km од пута, те има неповољан саобраћајно-туристички положај.
- Милатовац – развио се у северном делу Жагубичке котлине и убраја се у најстарија насеља Хомоља, које је мењало локацију.
- Рибаре – сликовито насеље за које се зна да постоји од 15. века. Ван главног пута је, па је географски и саобраћајни положај неповољан.
- Селиште – убраја се у најмлађа сеоска насеља Хомоља. У прошлости је било у саставу Лазнице, а насељава га влашко становништво.
- Вуковац – је изразито српско насеље. Развило се у алувијалној равни Вуковачке реке, десне притоке Млаве.
- Близнак – спада у групу најмањих насеља Хомоља. Највећи део атара је под ливадама, па је сточарство развијено.
- Изварица – мање насеље Хомоља. Шуме, ливаде и пашњаци захватају 80% атара.
- Брезница – спада у најстарија насеља Хомоља. Шуме и пашњаци заузимају 80% сеоског атара, што погодује развоју пољопривреде.
- Медвеђица – најмање сеоско насеље Хомоља. Положај овог места се оцењује као неповољан. Има доста напуштених салаша.

## Привреда
Хомоље располаже великим потенцијалом у привредном погледу јер у многим областима може не само да задовољи потребе свог становништва, већ и да остварене вишкове извози на друга тржишта.
У условима слабе насељености, главни извор опстанка досељеног становништва било је сточарство. Даљим множењем становништва потреба за обрадивом земљом постајала је све већа. Земљорадња се шири, а крче се и нове површине шума.
У равнима Жагубичке и Крепољинско-крупајске котлине и проширених делова долина на излазу река у равни, у равним и најплоднијим деловима Хомоља, највише се гаје кукуруз и пшеница.
На површима и вишим терасама прожимају се сточарство, ратарство и воћарство, односно то је рејон житарица, ливада, воћа.

### Земљорадња
Ова пољопривредна грана добија у значају тек у послератном периоду кад почиње да се развија на рачун сточарства. Зна се да су се јечам, пшеница, а потом и кукуруз, почели да се гаје у Хомољу знатно касније него у Стигу и Млави, где су ови усеви нагло добили у значају увођењем слободне трговине стоком 1793. године.

### Воћарство и виноградарство
У овом делу Источне Србије било је веома развијено. Хомоље је одувек било воћарски крај и воћке су неговане и у старија времена. Воћарство се никада није напуштало, већ се стално развијало. Структура воћа указује на претежно учешће шљива у односу на остале врсте воћа. Заступљеност винограда у Хомољу је безначајна јер су природни услови за гајење винове лозе веома неповољни.

### Шумарство
Привредни значај шуме у Хомољу био је различит. На шуму се тада гледало као на сметњу коју треба отклонити. Међутим, и поред тога Хомоље је, у односу на суседне области, и даље важило за шумовит крај у коме је на једног становника долазило око 1ha шуме. Примаран значај је развој укупног шумског фонда имаће боља заштита и нега шума, брже подизање интензивних засада, уношење четинара и лишћарске шуме.

### Индустрија
Развој индустрије у Хомољу почео је у скромним размерама тек почетком осамдесетих година. Деценију раније, у околини Крепољина отпочела је експлоатација мрког угља. На територији Хомоља, односно општине Жагубица, главни носиоци привређивања и развоја у области индустрије су фабрика одливака „ФОЖ” и ИГМ „Мермер”.

### Рударство
Ова територија је позната по рудном богатству. С обзиром да је Хомоље у зони богатих налазишта, у њему су вршена разноврсна проучавања, којима је утврђена појава бројних минералних сировина (руда гвожђа на источном ободу Жагубичке котлине, руда бакра између села Влаола и Лесковца...).
Рудник мрког угља „Јасеновац” лоциран је јужно од Крепољина, на подручју Јасеновца, засеока Крепољина између Сига и Близнака.

### Занатство
У последњим деценијама занатство губи корак у односу на развој других делатности. Развоју занатства претходила је домаћа радиност. Она је у почетку представљала једну од основних делатности, да би касније добила карактер допунског рада, што је задржала до данас.

### Туризам
Као привредна грана туризам је на подручју општине Жагубица почео нешто осетније да се развија тек последњих десетак година. Изграђени су многи мотели захваљујући радним организацијама, а такође су у плану и нови мотели за изграђивање. Будући да је општина Жагубица привредно недовољно развијена и да као таква не располаже средствима за интензивнији развој туризма, будућа оријентација у развоју туризма у Хомољу треба да се заснива на сеоском туризму.